# 本木幸治
本木 幸治（もとき こうじ、生年月日不詳 - 2009年12月6日）は日本の舞踏家。長野県松本市生まれ。本木幸治事務所主宰。
舞踏家・土方巽の舞踏公演を観て暗黒舞踏に傾倒。独学で舞踏を学んだ。1990年松本市の松本ブックス・ロクサンにて写真展「雪袴」をオブジェと共に発表。以降、街頭など様々な場所にてパフォーマンスを展開。RCサクセションのサックス奏者である梅津和時との共演が話題となり全国各地およびロシアにて公演。

## 主な公演
- 1994年 ジャズメン・梅津和時との初共演。
- 1996年10月 梅津和時とロシア公演。
- 1996年12月 松本市で梅津和時との共演。
- 1997年9月 東京都の六本木・将軍において「舞態する空間」梅津和時と共演。
- 2000年10月 那覇市・リウボウホール、牧志市場など5ヶ所連続公演。
- 2001年10月 那覇市・つぼや にて2回公演。
- 2002年1月 石垣島・宜野湾佐喜眞美術館にて梅津和時、多田葉子と共演。
- 2002年9月 九州公演「まほろば夢譚」ツアー。長崎市・福岡市・水俣市・宮崎市。
- 2006年6月 「異界の華への誘い ～柿崎順一、長谷寺に花を生ける～」長野市・長谷寺にて柿崎順一と共演。（音:梅津和時）
- 2006年12月「本木幸治・舞踏IV(第四期)沖縄公演　うつろ貝」那覇市・ぶんかテンブス館前ポケットパークにてパフォーマンス。那覇市・いーやーぐゎーにて公演。

## 関連人物
- 梅津和時
- 柿崎順一
- 笠井叡
- 中川幸夫
- 土方巽